# Sergueï Zviaguine
Pour les articles homonymes, voir Zviaguine.
Sergueï Ievguenievitch Zviaguine - du russe : Сергей Евгеньевич Звягин et en anglais : Sergei Zvyagin (né le 17 février 1971 à Moscou en URSS) est un joueur professionnel de hockey sur glace devenu entraîneur russe.

## Carrière de joueur
En 1990, il joue ses premiers matchs en senior avec les Krylia Sovetov dans le championnat d'URSS. De 1993 à 2001, il évolue dans des ligues mineures d'Amérique du Nord et en Allemagne. Il a remporté la Coupe Coloniale avec les Mallards de Quad City en 1997 et 1998. De retour en Russie, il ajoute à son palmarès une Coupe d'Europe des clubs champions avec le HK Dinamo Moscou en 2006. En 2009, il est la doublure de Gueorgui Guelachvili au Lokomotiv Iaroslavl, finaliste de la Coupe Gagarine.

## Carrière internationale
Il a représenté la Russie au niveau international. Il a participé au championnat du monde 2005 conclu par une médaille de bronze et 2006. Il est médaillé d'argent au Championnat du monde junior 1991.